# Иксанов, Анатолий Геннадьевич
Анатолий Геннадьевич Иксанов (настоящее имя и отчество — Тахир Гадельзянович; род. 18 февраля 1952, Ленинград) — российский театральный и общественный деятель. Генеральный директор Большого театра России (2000—2013). Кандидат экономических наук (2006). Заслуженный работник культуры Российской Федерации (1994); Заслуженный деятель искусств Украины (2004).

## Биография
Родился 18 февраля 1952 году в Ленинграде. В 1969 году окончил среднюю общеобразовательную школу № 344. Мастер спорта по фехтованию. После школы поступил в Военмех, однако не окончил его и поступил на театроведческий факультет Ленинградского института театра, музыки и кинематографии, который окончил в 1977 году.
В течение года после окончания института работал главным администратором Малого драматического театра. С 1978 года работал в Большом драматическом театре:
- 1978—1983 — главный администратор БДТ
- 1983—1996 — заместитель директора БДТ
- 1996—1998 — директор БДТ
- В 1994 году стал учредителем благотворительного фонда БДТ и стал осуществлять функции исполнительного директора фонда. Проходил профессиональную стажировку в области театрального менеджмента в США (Милуокский репертуарный театр, Йельский университет), Франции, Швейцарии.

В 1998—2000 — заместитель генерального директора Общероссийского государственного телеканала «Культура».
В 2001 году был назначен членом коллегии Министерства культуры Российской Федерации.
1 сентября 2000 года Распоряжением Правительства Российской Федерации назначен генеральным директором Большого театра России. Оставил пост в 2013 году. 
С 9 июля 2013 года — советник Министра культуры Российской Федерации по делам театра. 
С 18 декабря 2013 года — Исполнительный директор Межгосударственного фонда гуманитарного сотрудничества СНГ.

## Конфликты
В 1998-м году директор Большого театра Владимир Васильев пригласил Анастасию Волочкову на главную роль в балет «Лебединое озеро». Но через 5 лет (к этому времени театром руководил Анатолий Иксанов) вместо годового контракта Волочковой предложили заключить договор на четыре месяца. Балерина отказалась и ее уволили. Иксанов объяснил свое решением так - балерина слишком толстая и высокая, она «затанцевала» своего партнёра Евгения Иванченко, из-за балерины Иванченко получил травму и уволился. «Она единственная из ведущих солисток, кто в такой физической форме… а строить переспективы в зависимости от того, похудеет Настя Волочкова или нет, я не могу», - сказал Иксанов. Партнёрство балерины с Иванченко продолжалось ещё несколько лет вне стен Большого. Волочкова добилась через суд восстановления на работе, но ролей ей уже не давали.
В 2006 году имел место конфликт с Галиной Вишневской. Главное (историческое) здание Большого театра было закрыто на реставрацию с 2005 года (открыто в 2011 году). Приближался юбилей Вишневской - 80 лет. Иксанов предложил певице отметить его в новом здании театра, расположенном рядом с главным, постановкой любимой оперы певицы "Евгений Онегин". Певицу пригласили на предпремьерный показ, который она оценила критически: "...Я сходила на премьеру "Евгения Онегина" в Большом театре, и меня охватило отчаяние от происходящего на сцене... То, что я увидела на премьере новой постановки "Евгения Онегина" 1 сентября, привело меня в ужас, от которого я никак не могу избавиться. Утешает лишь мысль, что это бесстыдство произошло не на сцене Большого театра, где я почти четверть века пела, отдавая всю себя театру без остатка, как и каждый артист, кто имел честь петь на прославленной сцене...До конца своих дней я не избавлюсь от стыда за свое присутствие при публичном осквернении наших национальных святынь...". Певица отказалась праздновать юбилей в Большом театре. Ответ Иксанова поклонники певицы расценили как оскорбление: "...Необходимость нового прочтения, интерпретации классики - веление времени. Жаль, что это не понимают такие талантливые люди. Что касается места для проведения юбилейного концерта Галины Павловны, то каждый сам вправе решать, где ему праздновать день рождения. Некоторые вообще отмечают юбилеи дома...".
Диана Вишнева прима-балерина Мариинского театра получила предложение танцевать в Большом театре в 2006 году.  Но ведущие балерины Большого театра выступили «единым фронтом» против Дианы и потребовали, чтобы Иксанов отказал Вишнёвой. Иксанов, отвечая на вопросы журналистов, предпочёл не разглашать подробности протеста своих солисток, обозначил, что с солистками имело место простое совместное чаепитие. Диана Вишнёва получила те роли, на которые её приглашали, но в качестве приглашенного артиста на разовые выступления.
Николай Цискаридзе в 2011 году накануне открытия театра после реконструкции весьма горячо и негативно высказался о проведённых работах, в процессе которых не думали о сохранении многих символов театра, о комфорте артистов во время репетиций и спектаклей, танцовщик отметил, что имело место использование низкокачественных материалов в реконструкции (например, краска, вместо позолоты). Николай Цискаридзе критиковал репертуар и общую политику руководства, а известные театральные деятели просили снять с поста генерального директора Иксанова, назначив вместо него Цискаридзе. Министр культуры не принял просьбу во внимание, перезаключив контракт с действующим директором. Конфликт Николая Цискаридзе и руководства Большого театра достиг своего пределе после того, как премьера обвинили в причастности к нападению на художественного руководителя балета Большого театра Сергея Филина. 
Американская балерина Джой Уомак уволилась из Большого театра через 12 месяцев после того, как впервые вышла на прославленную сцену. Сопроводила она своё увольнение громким заявлением о том, что администрация театра вымогала у неё взятку в размере 10 тысяч долларов за возможность выйти на легендарную сцену с сольной партией, при этом Уомак назвала эту сумму «минимально возможной».

## Награды
- 1994 — Заслуженный работник культуры Российской Федерации — за заслуги в области культуры и многолетнюю плодотворную работу[21].
- 2004 — Благодарность Министра культуры Российской Федерации — за успешное проведение гастролей в Парижской национальной опере[22]
- 2004 — Заслуженный деятель искусств Украины — за весомый личный вклад в развитие культурных связей между Украиной и Российской Федерацией, многолетнюю плодотворную творческую деятельность[23]
- 2010 — Орден Почёта[24] — за заслуги в развитии отечественной культуры и искусства, многолетнюю плодотворную деятельность[25]
- 2010 — Орден Аниты Гарибальди
- 2011 — Почётная грамота Президента Российской Федерации — за большой вклад в реконструкцию, реставрацию, техническое оснащение и торжественное открытие федерального государственного бюджетного учреждения культуры «Государственный академический Большой театр России»[26]
- 2011 — Премия Правительства Российской Федерации в области культуры — за постановку балета «Тщетная предосторожность» П. Гертеля на сцене ГАБТ России[27]
- 2012 — Орден Почётного легиона
- 2012 — Командор ордена «За заслуги перед Итальянской Республикой»[28][29]; почетный знак Министерства культуры Болгарии «Золотой век»[источник не указан 4645 дней].
- 2012 — Знак отличия «За заслуги в укреплении сотрудничества со Счетной палатой Российской Федерации»
- 2013 — Почётная грамота Правительства Российской Федерации — за большой вклад в развитие отечественной культуры и многолетнюю творческую деятельность[30]
- 2013 — Орден Дружбы — за заслуги в развитии отечественной культуры[31]
- 2021 — Почётная грамота Кыргызской Республики — за большой вклад в укрепление и развитие сотрудничества двух стран в области культуры и искусства в рамках перекрёстного года Кыргызстана и России[32][33]
- 2021 — Орден Александра Невского — за большой вклад в реализацию практических задач по укреплению и расширению многостороннего культурно-гуманитарного сотрудничества в рамках СНГ[34]
- 2024 — Почётная грамота Республики Башкортостан[35]

### Признание
- 2004 — Ежегодная национальная премия «Персона года» (РБК) в номинации «Персона в культуре» — «за инновационный подход к управлению в сфере культуры»
- 2005 — Театральная премия газеты «Московский комсомолец»
- 2006, 2011 — Национальная премия «Россиянин года»[36]

## Публицистика
- 1995 — «Как просить деньги на культуру»
- 1997 — «Благотворительный фонд БДТ. Теория и практика успеха»
- 2008 — «Ресурсное обеспечение учреждений культуры в условиях рыночной экономики»

## Интервью
- Анатолий Иксанов: «Я всегда хожу по лезвию бритвы»
- Большие перемены
- «Реконструировать Большой за смешные деньги нельзя»
- Путь к финансовому прогрессу
- Генеральный директор Большого театра Анатолий Иксанов: «Хочу создать дирекцию императорских театров»